# Смикси
 Тази статия е за селото.  За пролома вижте Смикси (пролом).  
Смикси (на гръцки: Σμίξη) е село в Гърция, част от дем Гревена, административна област Западна Македония. Селото е с предимно арумънско (влашко) население.

## География
Селото е разположено на 1220 m надморска височина, на река Смиксиотико, на около 38 km западно от град Гревена в Северен Пинд.

## История

### В Османската империя
В османските данъчни регистри от средата на XV век Смикси (Костурско) е споменато с 5 семейства на Йорги, Коста, Стане, Михал и Стайо, а в средата на XVI век са вече 8 семейства. Общият приход за империята от селото е 340 акчета.
Полувкопаната църква „Свети Атанасий“ е най-старата в селото заедно с параклиса „Свети Илия“ в старото село Бика. „Свети Николай“ е от 1750 година, а „Свети Георги“ от 1870 година. В 40-те години на ΧΧ век западно от селото край чешмата Дзилети е изградена църквата „Света Параскева“. На горист хълм южно от селото, на надморска височина от 1100 m е църквата „Свети Пантелеймон“ с красив иконостас и стари икони.
В 1894 година Густав Вайганд в „Аромъне“ пише: „Бистрица я прѣминахме по единъ тѣсенъ мостъ и не безъ страхъ при Смикси. Това мѣсто служи и за езиковна граница. Първото село, въ което се говори само на гръцки, е Бубуща.“
Към 1900 година според статистиката на Васил Кънчов („Македония. Етнография и статистика“) Смикси брои 800 жители власи.
Според статистика на Серфидженския санджак на гръцкото консулство в Еласона от 1904 година в Смикси (Σμίξη), Гревенска каза, живеят 451 гърци влахофони, от които нито един румънеещ се.

### В Гърция
През Балканската война в 1912 година в селото влизат гръцки части и след Междусъюзническата в 1913 година Смикси влиза в състава на Кралство Гърция. Преброяването от 1920 година показва само 38 жители, тъй като е правено през зимата, когато населението е със стадата си в Тесалия.
Селото пострадва силно от Гражданската война (1946-1949) и е напуснато.
| Име      | Име      | Ново име      | Ново име      | Описание |
| -------- | -------- | ------------- | ------------- | -------- |
| Дабу     | Νταμπού  | Охиро         | Όχυρό         | [ 7 ]    |
| Пандемар | Παντεμάρ | Мегало Исиома | Μεγάλο Ἲσιωμα | [ 7 ]    |

| Година    | 1913 | 1920 | 1928 | 1940 | 1951 | 1961 | 1971 | 1981 | 1991 | 2001 | 2011 | 2021 |
| --------- | ---- | ---- | ---- | ---- | ---- | ---- | ---- | ---- | ---- | ---- | ---- | ---- |
| Население | 1014 | 38   | 86   | 586  | 0    | 1    | 4    | 208  | 191  | 509  | 454  | 247  |